# Štefan Barnaš
Štefan Barnaš (Slovenská Ves, 19 gennaio 1900 – Pezinok, 16 aprile 1964) è stato un vescovo cattolico slovacco.

## Biografia
Era il figlio primogenito di una coppia di agricoltori.

### Formazione e ministero sacerdotale
Studiò nei licei di Podolínec e Rožňava e si diplomò nel 1919. Si sentì chiamato al sacerdozio fin dall'infanzia. Nel 1920 iniziò a studiare teologia presso il seminario di Spišská Kapitula. Dal 1921 al 1925 studiò la stessa materia presso la Facoltà teologica di Praga con František Skyčák Jr. Svolse il regolare servizio militare.
Il 29 giugno 1925 fu ordinato presbitero per la diocesi di Spiš. In seguito fu cappellano a Námestovo dal 1925 al 1927 e amministratore parrocchiale di Liptovské Revúce dal 1927 dove, sotto l'influenza di Andrej Hlinka, cominciò a impegnarsi politicamente ed entrò nel Partito Popolare Slovacco. Nel 1933 conseguì il dottorato in teologia e cominciò a insegnare teologia dogmatica, teologia fondamentale, lingua ebraica e archeologia biblica presso il collegio teologico di Spišská Kapitula. Fu anche prefetto del seminario. Dal 1937 fu vice-rettore e dal 1945 rettore del seminario. Durante la sua vita, soprattutto fino al 1948 scrisse numerosi articoli e studi di carattere filosofico, teologico e religioso, a volte sotto lo pseudonimo di dott. Spišský. Fu un pensatore profondo e un pedagogo. Alcuni dei suoi testi richiedono un'interpretazione speciale.

### Ministero episcopale
Il 25 ottobre 1949 papa Pio XII lo nominò vescovo ausiliare di Spiš e titolare di Conana. Ricevette l'ordinazione episcopale in segreto il 5 novembre successivo nella cappella del seminario diocesano dal vescovo di Spiš Ján Vojtaššák, co-consacrante il vescovo ausiliare della stessa diocesi Martin Kheberich. Al rito presero parte solo una ristretta cerchia di colleghi, famigliari e officiali diocesani. Poiché le autorità statali non avevano acconsentito all'ordinazione, monsignor Barnaš fu considerato il primo vescovo segreto slovacco. Scelse come motto l'espressione "Ut intelligam corde" ("Che io capisca con il cuore").
Nel luglio del 1950 venne prelevato dal vescovado, arrestato e internato in un campo di concentramento a Močenok. Esaurito dalle torture fisiche e mentali, fu anche ricoverato in ospedale. Il 28 novembre dell'anno successivo il tribunale di Bratislava lo condannò a quindici anni di carcere insieme ad altre otto persone per tradimento e sciovinismo. Lo stato di salute di monsignor Barnaš fu molto critico nel primo anno di prigionia. Per dieci anni fu imprigionato a Ilava, Ružomberok, Mírov e Leopoldov.
Dopo un'amnistia concessa nel 1960 per ragioni di salute, venne scarcerato e poté trasferirsi in una casa sacerdotale a Pezinok, dove rimase ancora sotto il controllo della polizia.
Morì a Pezinok il 19 aprile 1964 all'età di 64 anni. È sepolto nel cimitero di Slovenská Ves.

## Genealogia episcopale
La genealogia episcopale è:
- Cardinale Scipione Rebiba
- Cardinale Giulio Antonio Santori
- Cardinale Girolamo Bernerio, O.P.
- Arcivescovo Galeazzo Sanvitale
- Cardinale Ludovico Ludovisi
- Cardinale Luigi Caetani
- Cardinale Ulderico Carpegna
- Cardinale Paluzzo Paluzzi Altieri degli Albertoni
- Papa Benedetto XIII
- Papa Benedetto XIV
- Papa Clemente XIII
- Cardinale Marcantonio Colonna
- Cardinale Giacinto Sigismondo Gerdil, B.
- Cardinale Giulio Maria della Somaglia
- Cardinale Carlo Odescalchi, S.I.
- Vescovo Eugène de Mazenod, O.M.I.
- Cardinale Joseph Hippolyte Guibert, O.M.I.
- Cardinale François-Marie-Benjamin Richard
- Cardinale Pietro Gasparri
- Arcivescovo Clemente Micara
- Vescovo Ján Vojtaššák
- Vescovo Štefan Barnaš